# XIO
XIO es un bus de computadora de alto rendimiento basado en paquetes empleado por las máquinas SGI Origin 2000, Octane, Altix, Fuel y Tezro. El XIO forma un bus entre los dispositivos del sistema de alto rendimiento y el controlador de memoria. 
XIO se usa generalmente en una topología en estrella, usando un enrutador ASIC llamado Crossbow (Xbow) para conectar hasta ocho dispositivos totalmente simétricos en un sistema (uno de ellos suele ser el controlador de memoria/CPU, llamado HEART en Octane o Hub in Origin) Otros dispositivos que se sabe que tienen interfaces XIO son: 
- BRIDGE: XIO a puente PCI-64 (Octane, Origin)
- XBRIDGE: XIO a puente PCI-X (Altix)
- HQ4: procesador de comandos de tarjetas ImpactSR (Octane)
- KTOWN: frontend para tarjetas InfiniteReality2 (Onyx, variación de Origin)
- XC: convertidor Crosstown
- BUZZ: ASIC "OpenGL-on-a-Chip" utilizado en los ODYSSEY/VPro (V6/V8/V10/V12)

El XIO emplea dos canales síncronos de origen (uno en cada dirección), cada uno de 8 o 16 bits de ancho. Tienen una frecuencia de 400 MHz para alcanzar tasas máximas de 800 MB/s (es decir, en megabytes). Cada uno de los dispositivos puede utilizar el ancho de banda completo, ya que el enrutador XBow evita las colisiones al poder enrutar entre dos puntos. 
La transferencia se organiza en micropaquetes. Estos contienen un total de 128 bits de datos y 32 bits de control. La información de control encapsula una banda lateral de 8 bits (utilizada por las capas superiores para enmarcar), números de secuencia (para retransmisiones de capa de enlace de retroceso-n) y bits de verificación (CRC-16). 
Es probable que XIO use STL (que a SGI le gusta llamar lógica de transistor SGI) estándar de E/S de bajo voltaje de un solo extremo. CrossTown es una versión de XIO que utiliza PECL para el estándar de E/S diferencial (como NUMAlink) para conexiones más largas. 
La encapsulación de nivel superior difiere de NUMAlink (como la utilizada para conectar chips HUB en máquinas de la serie Origin). Es muy adecuado para transacciones de memoria corta.    
XIO utiliza conectores de compresión muy delicados, que deben manejarse con extremo cuidado.